# Teklya Mirzababa
Teklya Mirzababa är en ort i Azerbajdzjan.   Den ligger i distriktet Qobustan Rayonu, i den östra delen av landet, 100 km väster om huvudstaden Baku. Teklya Mirzababa ligger 902 meter över havet och antalet invånare är 2 038.
Terrängen runt Teklya Mirzababa är huvudsakligen kuperad, men den allra närmaste omgivningen är platt. Närmaste större samhälle är Shamakhi, 12,2 km väster om Teklya Mirzababa. 
Trakten runt Teklya Mirzababa består till största delen av jordbruksmark. Runt Teklya Mirzababa är det ganska glesbefolkat, med 31 invånare per kvadratkilometer.